# 各年のアラブ首長国連邦の一覧

アラブ首長国連邦の国旗

各年のアラブ首長国連邦の一覧（かくねんのアラブしゅちょうこくれんぽうのいちらん）は、アラブ首長国連邦の各年ごとの記事の一覧。この一覧ではアラブ首長国連邦の各年ごとの記事の他、各世紀と各年代、アラブ首長国連邦の各分野における各年ごとの記事についても取り扱う。

## 一覧

### 20世紀
- 1970年代
  - 1971年のアラブ首長国連邦（英語版） 1972年のアラブ首長国連邦（英語版） 1973年のアラブ首長国連邦（英語版） 1974年のアラブ首長国連邦（英語版）
  - 1975年のアラブ首長国連邦（英語版） 1976年のアラブ首長国連邦（英語版） 1977年のアラブ首長国連邦（英語版） 1978年のアラブ首長国連邦（英語版） 1979年のアラブ首長国連邦（英語版）
- 1980年代
  - 1980年のアラブ首長国連邦（英語版） 1981年のアラブ首長国連邦（英語版） 1982年のアラブ首長国連邦（英語版） 1983年のアラブ首長国連邦（英語版） 1984年のアラブ首長国連邦（英語版）
  - 1985年のアラブ首長国連邦（英語版） 1986年のアラブ首長国連邦（英語版） 1987年のアラブ首長国連邦（英語版） 1988年のアラブ首長国連邦（英語版） 1989年のアラブ首長国連邦（英語版）
- 1990年代
  - 1990年のアラブ首長国連邦（英語版） 1991年のアラブ首長国連邦（英語版） 1992年のアラブ首長国連邦（英語版） 1993年のアラブ首長国連邦（英語版） 1994年のアラブ首長国連邦（英語版）
  - 1995年のアラブ首長国連邦（英語版） 1996年のアラブ首長国連邦（英語版） 1997年のアラブ首長国連邦（英語版） 1998年のアラブ首長国連邦（英語版） 1999年のアラブ首長国連邦（英語版）
- 2000年代
  - 2000年のアラブ首長国連邦（英語版）

### 21世紀
- 2000年代
  - 2001年のアラブ首長国連邦（英語版） 2002年のアラブ首長国連邦（英語版） 2003年のアラブ首長国連邦（英語版） 2004年のアラブ首長国連邦（英語版）
  - 2005年のアラブ首長国連邦（英語版） 2006年のアラブ首長国連邦（英語版） 2007年のアラブ首長国連邦（英語版） 2008年のアラブ首長国連邦（英語版） 2009年のアラブ首長国連邦（英語版）
- 2010年代
  - 2010年のアラブ首長国連邦（英語版） 2011年のアラブ首長国連邦（英語版） 2012年のアラブ首長国連邦（英語版） 2013年のアラブ首長国連邦（英語版） 2014年のアラブ首長国連邦（英語版）
  - 2015年のアラブ首長国連邦（英語版） 2016年のアラブ首長国連邦（英語版） 2017年のアラブ首長国連邦（英語版） 2018年のアラブ首長国連邦（英語版） 2019年のアラブ首長国連邦（英語版）
- 2020年代
  - 2020年のアラブ首長国連邦（英語版） 2021年のアラブ首長国連邦（英語版） 2022年のアラブ首長国連邦（英語版） 2023年のアラブ首長国連邦（英語版） 2024年のアラブ首長国連邦（英語版）
  - 2025年のアラブ首長国連邦（英語版） 2026年のアラブ首長国連邦（英語版） 2027年のアラブ首長国連邦（英語版） 2028年のアラブ首長国連邦（英語版） 2029年のアラブ首長国連邦（英語版）